# Церковь Николая Чудотворца (Обливская)
Церковь Николая Чудотворца (Свято-Никольский храм) —  православный храм в станице Обливская, относится к  Шахтинской и Миллеровской епархии,  Чернышевское благочиние, Московского Патриархата Русской Православной Церкви. Является памятником архитектуры начала XX века, внесён в реестр памятников регионального значения.
Адрес храма: Россия, Ростовская область, Обливский район, станица Обливская, ул. Ленина, 70А.

## История
История Свято-Никольского прихода исходит с середины XIX века, когда в станице Обливская Обливского района Ростовской области была построена деревянная церковь. В свое время было составлено описание храма его священником  Стратоником Яковлевым и казаком Павлом Телегиным. Трехглавая церковь с колокольней представляла собой деревянное здание. Церковь была крыта железом, окрашенным зеленой краской, а на позолоченных куполах были установлены золоченные кресты.
С 1869 года при храме работало училище на 33 человека, церковно-приходская школа на 70 учеников,  велись метрические книги.
К началу XX века в хуторе Обливский было уже около 500 дворов и около 5000 казаков. Для прихода потребовалось строительство нового храма. В 1915 году была построена каменная церковь, площадь которой составляла 228 м². Церковь строилась на средства местных купцов и прихожан. Новый храм был построен из красного кирпича, на стенах были сделаны росписи. Стоимость строительства храма составила 50000 рублей. При храме была библиотека, в которой было около 145 томов книг.
В годы Советской власти храм дважды закрывался, подвергался разграблению и был частично разрушен. Во время Великой Отечественной войны, в 1942 году, храм открывался для прихожан. В 1960 годах в здании размещался спортивный зал, склад мебели.
В 1989 году, по просьбе жителей, решением Совета по делам религий от 24 мая 1989 года храм передали в пользование Русской Православной Церкви в бесплатное и бессрочное пользование. Храм имеет прилегающий земельный участок 2600 м². Решением Обливского райисполкома от 7 июня 1989 года он также передан в пользование приходу.
В настоящее время в храме совершаются регулярные Богослужения. С 2001 года при храме работает Воскресная школа. Храм является памятником архитектуры начала XX века и внесён в реестр памятников местного значения.

## Духовенство
Настоятель Никольского храма  — протоиерей Александр Игоревич Бралгин.